# Bystrjanka (Kaliningrad)
Bystrjanka (russisch Быстрянка), deutsch Siedlung Mulden, ist ein Ort in der russischen Oblast Kaliningrad (Gebiet Königsberg (Preußen)) und gehört zur Mosyrskoje selskoje posselenije (Landgemeinde Mosyr (Klein Gnie)) im Rajon Prawdinsk (Kreis Friedland (Ostpr.)).

## Geographische Lage
Bystrjanka an der Aschwöne (Swine, russisch: Putilowka) liegt im Nordwesten des Rajon Prawdinsk und ist über Linjowo (Schönlinde) an der russischen Fernstraße R 508 erreichbar. Eine Bahnanbindung besteht nicht.

## Geschichte
Im Jahr 1935 wurden ungefähr 500 Meter westlich des Dorfes Muldszen im Rahmen eines umfassenden Siedlungsprogrammes 8 Siedlungshäuser errichtet. Diese kleine Siedlung wurde zunächst als Siedlung Muldszen bezeichnet und war Teil des gleichnamigen Ortes Muldszen. Die Siedlung selber war bis Kriegsende 1945 kein eigenständiger Ort oder Ortsteil, sondern stets ein Teil der Ortschaft Mulden / Muldszen / Muldschen. Nach der Umbenennung des namensgebenden Ortes im Jahr 1938 in Mulden trug auch die Siedlung fortan den Namen Siedlung Mulden. Nach dem Krieg wurde die Siedlung offenbar vom Hauptort abgetrennt und bildete eine eigenständige Ortschaft.
Die heutige Ortsbezeichnung „Bystrjanka“ erscheint 1947 jedoch zunächst als Bezeichnung für den benachbarten und ehemals Budwischken (Oberndorf) genannten Ort. Dieser Ort wurde allerdings in den Nachkriegsjahren gänzlich aufgegeben und existiert bereits einige Jahrzehnte nicht mehr. Die Ortsbezeichnung „Bystrjanka“ blieb jedoch erhalten, bezeichnete fortan die drei Kilometer weiter nordöstlich gelegene Siedlung Mulden. Diese gegenwärtig Bystrjanka genannte Siedlung kann allerdings nicht mehr mit der Wüstung Budwischken/Oberndorf gleichgesetzt werden und hat auch sonst nichts mit dieser untergegangenen Ortschaft zu tun.
Bis zum Jahre 2009 war Bystrjanka (Siedlung Mulden) in den Nowo-Bobruiski sowjet (Dorfsowjet Nowo-Bobruisk (Ilmsdorf)) eingegliedert. Seither ist der Ort – aufgrund einer Struktur- und Verwaltungsreform – eine als „Siedlung“ (possjolok) eingestufte Ortschaft innerhalb der Mosyrskoje selskoje posselenije (Landgemeinde Mosyr (Klein Gnie)) im Rajon Prawdinsk.
Das Bauensemble der in den Jahren 1935 / 1936 erbauten acht Siedlungshäuser und Nebengebäude der früheren Siedlung Mulden blieb bis in die Gegenwart hinein erhalten.

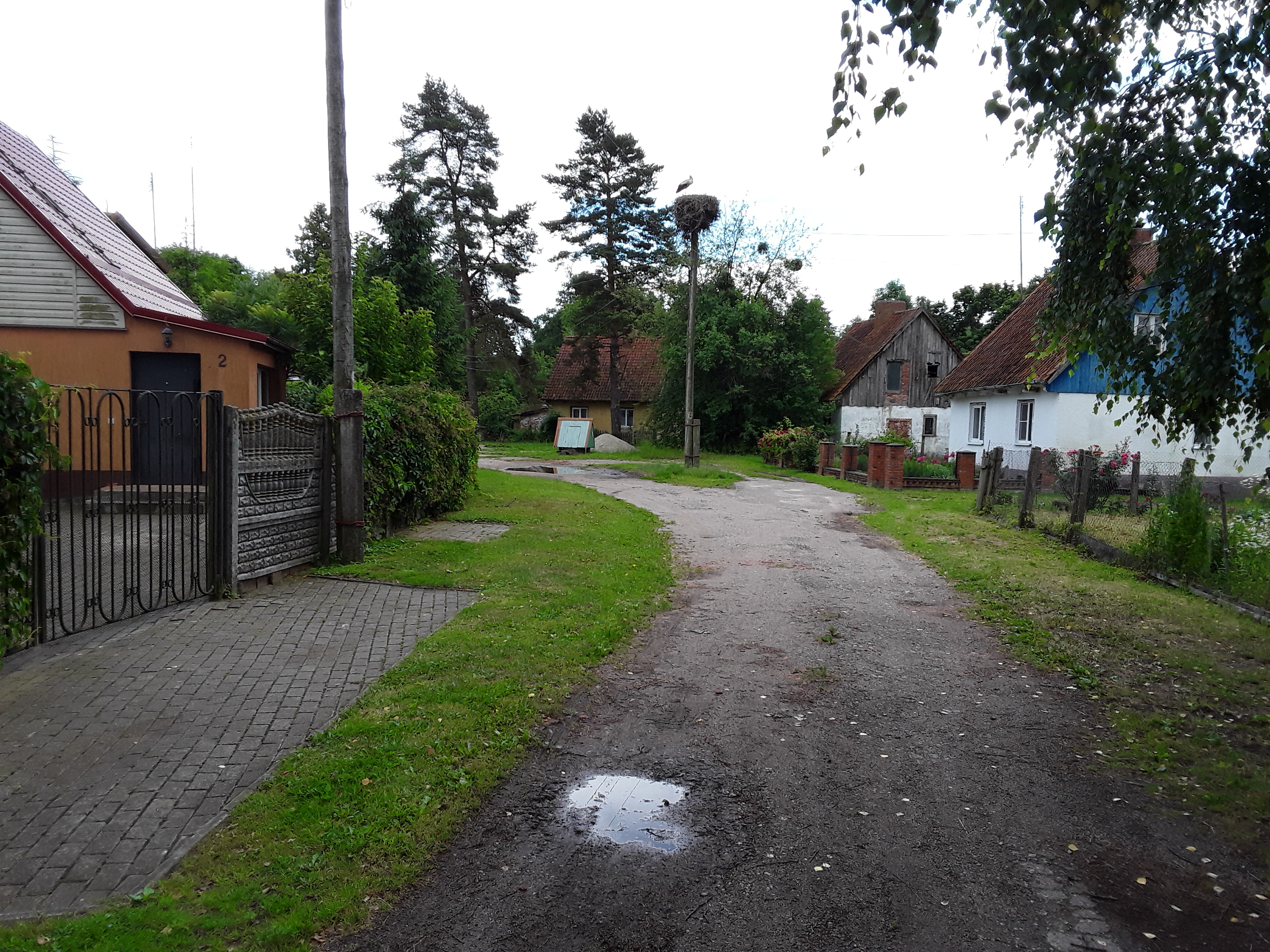

## Kirche
Bystrjanka liegt im Einzugsbereich der in den 1990er Jahren neu entstandenen evangelisch-lutherischen Stadtgemeinde Tschernjachowsk (Insterburg), die der ebenfalls neugebildeten Propstei Kaliningrad in der Evangelisch-Lutherischen Kirche Europäisches Russland (ELKER) angeschlossen ist. In Tschernjachowsk gibt es ebenso Gemeinden der römisch-katholischen wie russisch-orthodoxen Kirche.